# Anticorpo policlonal
Anticorpos policlonais são anticorpos que são originados de diferentes linfócitos B. Eles são uma mistura de moléculas de imunoglobulinas secretadas contra um antígeno específico, cada uma reconhecendo um epítopo diferente, ou seja, reagem com vários epítopos do mesmo antígeno.
'A maioria dos antigénios oferece múltiplos epítopos o que induz a proliferação e diferenciação de uma variedade de clones de células B. Cada um destes clones derivado de uma célula B reconhece um epítopo específico. Os anticorpos séricos resultantes são heterogéneos, compreendendo uma mistura de anticorpos, cada um específico para um epitopo – anticorpos policlonais. A resposta imunológica do anticorpo policlonal facilita a localização, a fagocitose e lise do antigénio mediada pelo complemento, tendo vantagens claras para o organismo in vivo. Infelizmente, a heterogeneidade do anticorpo que aumenta a protecção imunitária in vivo, muitas vezes reduz a eficácia de um anticorpo para uma variedade de utilizações in vitro' (LOPES, 2017).
- LOPES, C., Produção de anticorpos monoclonais e policlonais – Pathologika. 2017. Available at: <https://pathologika.com/imuno-histoquimica/anticorpos-imunoglobulinas/producao-de-anticorpos-monoclonais-e-policlonais/>
- LENZ, Guido. Métodos Imunológicos. 2004. Disponível em: <http://www.ufrgs.br/biofisica/Bio10003/MIMUNO.pdf>. Acesso em: 21 abr. 2020.
- MILLEN, Danilo Domingues. Desempenho, avaliação ruminal e perfil metabólico sanguíneo de bovinos jovens confinados suplementados com monensina sódica ou anticorpos policlonais. 2008. iv, 131 f. Dissertação (mestrado) - Univerdade Estadual Paulista, Faculdade de Medicina Veterinária e Zootecnia, 2008. Disponível em: <http://hdl.handle.net/11449/95283>. Acesso em: 21 abr. 2020.
- OTERO, Walter Guimarães. Avaliação da diversidade microbiana e degrabilidade in situ em animais tratados com preparado de anticorpos policlonais contra bactérias produtoras de lactato e bactérias proteolíticas. 2008. Dissertação (mestrado) - Universidade de São Paulo, Faculdade de Medicina Veterinária e Zootecnia, 2008. Disponível em: <https://teses.usp.br/teses/disponiveis/10/10135/tde-23012009-111436/publico/Walter_Guimaraes_Otero.pdf>. Acesso em: 21 abr. 2020.